# 潘壽謙
潘壽謙，清朝政治人物。
光绪十七年（1891年），擔任清朝廣州府南海縣知縣。后由楊蔭廷接任。